# Batenburg (geslacht)

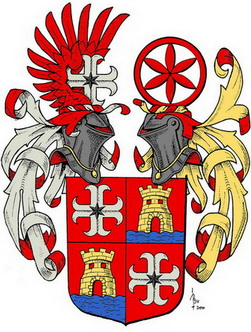
Geslachtswapen van de tak Van Basten Batenburg

Batenburg (ook: Van Basten Batenburg) is een Gelders geslacht, oorspronkelijk afkomstig  uit Groenlo, dat kooplui, militairen, fabrikanten, artsen, advocaten, rechters, acteurs en bestuurders voortbracht. 

## Geschiedenis
De bewezen geregelde stamreeks begint met Hendrick van Batenborgh die in 1675 wordt vermeld en in 1704 grootburger in Groenlo werd. Het geslacht Van Batenborgh, later 'Batenburg' en 'Van Basten Batenburg', was tot aan het einde van de 19e eeuw gegoed in de Achterhoek in Gelderland. Afhankelijk van de oorlogsomstandigheden in de 17e eeuw, verhuisde men tijdelijk naar veiliger gebieden: Groenlo binnen de vesting. Of naar Amsterdam in de  18e en 19e eeuw vanwege economische motieven (lakenhandel).Ten tijde van de  Republiek (1588-1795) kozen de meeste familieleden noodgedwongen voor een militaire loopbaan of een vrij beroep omdat zij als katholieken geen openbare bestuursfuncties mochten uitoefenen. Gedurende de 19e en de 20e eeuw hebben verschillende familieleden bestuurlijke ambten bekleed.    
Na het huwelijk in 1789 tussen Jan Hendrik Batenburg (1761-1833) en Maria Helena Catharina van Basten (1750-1819) ontstond bij nakomelingen van twee van hun zonen een tak met de enkelvoudige geslachtsnaam Batenburg, nakomelingen van de burgemeester Joannes Bernardus Antonius Batenburg (1788-1827), en een tak met de dubbele geslachtsnaam Van Basten Batenburg, nakomelingen van diens broer en ook burgemeester dr. Joannes Henricus Antonius van Basten Batenburg (1793-1851).

## Enkele telgen
- Bernardus Antonius Batenburg (1769–1809), luitenant-kolonel, Ridder in de Orde van de Unie, Ridder Legioen van Eer, commandant gezamenlijke troepen van de kolonies Berbice en Suriname.
- Joannes Henricus Batenburg (1761–1833), koopman, lid magistraat van en vrederechter te Groenlo.
- Joannes Bernardus Antonius Batenburg (1788–1827), koopman, maire en burgemeester van Beltrum, lid raad van Groenlo.
- dr. Joannes Henricus Antonius van Basten Batenburg (1793–1851), koopman, arts, burgemeester van Lichtenvoorde.
- Johannes Hendrikus van Basten Batenburg (1823 – 1889), deken Arnhem, oprichter en directeur St. Elisabeths Gasthuis, bouwpastoor  Sint Eusebiuskerk te Arnhem.
- Johannes Antonius van Basten Batenburg (1829–1886), oprichter en algemeen directeur Stoombontweverijfabriek te Lichtenvoorde, burgemeester van Lichtenvoorde, lid Provinciale Staten van Gelderland.
- mr. Johan Hendrik Antony van Basten Batenburg (1858 – 1915), vennoot De Snelle Sprong, aandeelhouder N.V. Russel-Tiglia, lid Provinciale Staten en Gedeputeerde Staten van Limburg.
- Wigbold Rutger Carel van Basten Batenburg (1860–1922), vennoot en directeur De Snelle Sprong, medeoprichter en DGA N.V. Tiglia te Tegelen, lid gemeenteraad, wethouder en burgemeester van Tegelen.
- mr. Willem Henricus Jacobus Theodorus van Basten Batenburg (1862–1936), lid Centrale Raad van Beroep te Utrecht, president- commissaris N.V. Steenfabrieken Kekerdom te Ubbergen, lid Tweede Kamer en Eerste Kamer.
- Leonardus Antonius Maria van Basten Batenburg (1864–1949), oprichter en president-commissaris Cooperatieve stoomzuivelfabriek Lichtenvoorde en de Geldersch-Westfaalsche Stoomtram-Maatschappij, watergraaf Waterschap Baakse Beek, burgemeester van Lichtenvoorde, lid Provinciale Staten en Gedeputeerde Staten van Gelderland,
- Johannes Maria van Basten Batenburg (toneelnaam: Bas ten Batenburg), acteur Haagse Comedie (1929-2015).[6]
- Saskia van Basten Batenburg, actrice (1954).[7]
- Christof van Basten Batenburg, journalist (1958-2022).[8][9]
- Melchior Batenburg, priester te Hooglanderveen (Amersfoort), alwaar een Melchior Batenburglaan

## Wapen
Gevierendeeld: I en IV in rood een zilveren ankerkruis, beladen met een zwarte zespuntige ster;  II en III in rood een geopende gouden burcht met twee vensters en een poort, staande op golvend water van natuurlijke kleur. Helmteken rechts: het ankerkruis van het schild tussen een rode vlucht. Helmteken links: een rood zesspakig rad. Dekkleden rechts: rood, gevoerd van zilver. Dekkleden links: rood, gevoerd van goud. 
Geslachten die opgenomen zijn in het sinds 1910 verschijnende genealogische naslagwerk Nederland's Patriciaat. Lijst volgens opgave van het CBG Centrum voor familiegeschiedenis.
A · B · C · D · E · F · G · H · I · J · K · L · M · N · O · P · Q · R · S · T · U · V · W · Y · Z